# Pleiolama
Pleiolama es un género extinto de animal terrestre herbívoro de la familia de los Camelidae, endémico de América del Norte que vivió durante el Plioceno  hace entre 10,3 y 5,332 millones de años aproximadamente.

## Taxonomía
El género Pleiolama fue nombrado inicialmente Pliauchenia por Edward Drinker Cope en 1875.

## Distribución fósil
La distribución de fósiles se extiende desde el sur y norte-centro de Estados Unidos a México.